# 関東オークス
関東オークス（かんとうオークス）は、神奈川県川崎競馬組合が川崎競馬場で施行する地方競馬の重賞競走（ダートグレード競走、JpnII）である。農林水産省が賞を提供しているため、正式名称は「農林水産大臣賞典 関東オークス」と表記される。
副賞は農林水産大臣賞、日本中央競馬会理事長賞、日本馬主協会連合会長奨励賞、日本地方競馬馬主振興協会会長賞、地方競馬全国協会理事長賞、よみうりランド賞、管理者賞（2023年）。

## 概要
1965年に南関東地区所属馬による競走として創設された。1977年は5月の開催予定日の2日前に川崎競馬場で騒擾事件が発生し、以降しばらく開催中止となった為、9月に大幅な順延開催となった。
2000年からは中央競馬所属馬や他地区の所属馬も出走できる交流競走となり、同時にダート競走格付け委員会によってGIIIに格付けされた。2003年からは開催が6月になったことで中央競馬でクラシック戦線を戦っている馬も出走するようになり、層が厚くなった。そして2006年からはGIIに格上げされた。2007年からは国際セリ名簿基準委員会（ICSC）の勧告により格付け表記をJpnIIに変更するとともに、南関東グレード（2006年度までは南関東G1）の併記がされなくなった。
2010年からはGRANDAME-JAPANの3歳シリーズ競走に指定されている。 
距離は創設当初はダート1700mで施行され1968年からは長らくダート2000mで施行されていたが、1998年よりダート2100mに変更された。
2008年の第44回勝ち馬ユキチャンは、白毛馬として初の重賞制覇で、2着馬に8馬身差の2分14秒7というレースレコード（当時）で圧勝したことから、マスメディアを賑わせた。
交流重賞となって以降地方競馬所属馬は3頭が優勝している。
南関東牝馬三冠路線の締めくくりで、芝の優駿牝馬（オークス）に相当するダートにおける3歳牝馬の根幹競走でもある。ただし南関東所属の有力馬は、前週に行われる東京ダービーがダートグレードとなる前はそちらに向かうケースもあった。
2020年・2021年はCOVID-19の流行により客を入れずに「無観客競馬」として開催された。
負担重量は2023年までは54kgで、2024年より55kg（南半球産2kg減）となった。

### 条件・賞金等（2024年）
出走資格
サラブレッド系3歳牝馬オープン、地方・中央選定馬。
- 浦和の桜花賞1着馬、また東京プリンセス賞の2着以内馬は本競走に優先出走できる（優先出走権保持馬が出走した場合、桜花賞、東京プリンセス賞優勝馬の馬主には優先出走馬特別出走奨励金として100万円、東京プリンセス賞2着馬の馬主には50万円が支給される。）。

負担重量
定量。55kg（南半球産2kg減）。
賞金等
賞金額は1着3500万円、2着1225万円、3着700万円、4着350万円、5着175万円、着外手当20万円。
DG特別着外手当として地方所属馬の馬主には、着外手当とは別に6着は105万円、7着は70万円、8着は35万円が支給される。
優先出走権付与
2着以上の地方競馬所属馬にはスパーキングレディーカップの優先出走権が付与される。

## 歴代優勝馬
優勝馬の馬齢については、2000年以前も現行の表記に揃えている。JRA騎手・調教師の表記は旧字体等の登録を禁止したJRA規定に従う。
| 回数   | 施行日        | 優勝馬             | 性齢 | 所属 | タイム | 優勝騎手       | 管理調教師   | 馬主                                 |
| ------ | ------------- | ------------------ | ---- | ---- | ------ | -------------- | ------------ | ------------------------------------ |
| 第1回  | 1965年5月23日 | スターコキトール   | 牝3  | 大井 | 1:50.0 | 高橋三郎       | 小暮嘉久     |                                      |
| 第2回  | 1966年7月27日 | オリコ             | 牝3  | 川崎 | 1:49.2 | 佐々木竹見     | 三橋三吉     |                                      |
| 第3回  | 1967年6月21日 | ローレライ         | 牝3  | 船橋 | 1:49.7 | 木村和男       | 木村万吉     |                                      |
| 第4回  | 1968年5月15日 | フアエトン         | 牝3  | 船橋 | 2:10.6 | 木村和男       | 木村万吉     |                                      |
| 第5回  | 1969年6月12日 | エビフジ           | 牝3  | 大井 | 2:08.6 | 高橋三郎       | 武森辰己     |                                      |
| 第6回  | 1970年5月20日 | チヤイナセブン     | 牝3  | 船橋 | 2:09.1 | 角田次男       | 八熊寿       |                                      |
| 第7回  | 1971年5月12日 | タニノカツヒメ     | 牝3  | 船橋 | 2:07.7 | 内野健二       | 岡林喜和     |                                      |
| 第8回  | 1972年6月07日 | ヒメオール         | 牝3  | 川崎 | 2:09.7 | 中之丸忠義     | 勝又衛       |                                      |
| 第9回  | 1973年5月11日 | オーナーズミカサ   | 牝3  | 川崎 | 2:07.6 | 渡辺市郎       | 大沼五郎     |                                      |
| 第10回 | 1974年5月08日 | ミサトクイン       | 牝3  | 船橋 | 2:08.7 | 赤間清松       | 森茂         |                                      |
| 第11回 | 1975年5月20日 | ミツドウエー       | 牝3  | 川崎 | 2:06.5 | 橘真樹         | 梅山満       |                                      |
| 第12回 | 1976年5月14日 | エンダーベリー     | 牝3  | 船橋 | 2:08.7 | 渡辺市郎       | 波多野高次   |                                      |
| 第13回 | 1977年9月23日 | サギヌマグツドリー | 牝3  | 船橋 | 2:08.1 | 成田清輔       | 竹田光雄     |                                      |
| 第14回 | 1978年5月08日 | エースライン       | 牝3  | 船橋 | 2:07.9 | 田部和廣       | 熊坂明       |                                      |
| 第15回 | 1979年5月02日 | シヤドウ           | 牝3  | 川崎 | 2:08.1 | 橘真樹         | 高橋正豪     |                                      |
| 第16回 | 1980年5月06日 | タイホウジエミー   | 牝3  | 大井 | 2:08.4 | 高橋三郎       | 渥美忠男     |                                      |
| 第17回 | 1981年6月17日 | テスコフアイヤー   | 牝3  | 船橋 | 2:07.2 | 木村騎一       | 安藤栄作     |                                      |
| 第18回 | 1982年5月12日 | ニシノヤクイン     | 牝3  | 川崎 | 2:08.3 | 岩本実         | 岩本亀五郎   |                                      |
| 第19回 | 1983年4月27日 | ガールライヒ       | 牝3  | 船橋 | 2:10.9 | 秋田実         | 竹田光雄     |                                      |
| 第20回 | 1984年5月05日 | グレイスタイザン   | 牝3  | 川崎 | 2:10.6 | 森下博         | 佐々木國廣   |                                      |
| 第21回 | 1985年5月08日 | ハナブサクイン     | 牝3  | 大井 | 2:12.3 | 佐々木忠昭     | 高柳恒男     |                                      |
| 第22回 | 1986年5月28日 | ハルナオーギ       | 牝3  | 浦和 | 2:11.8 | 小林真治       | 小林文治     | 松田公夫                             |
| 第23回 | 1987年6月10日 | スイフトターフ     | 牝3  | 船橋 | 2:10.4 | 桑島孝春       | 泉孝         | 中村和夫                             |
| 第24回 | 1988年6月01日 | タケシバロツク     | 牝3  | 船橋 | 2:12.5 | 松代眞         | 小桧山悦雄   | 山本勝美                             |
| 第25回 | 1989年6月14日 | クインスワロー     | 牝3  | 浦和 | 2:11.9 | 桑島孝春       | 黒田桂二     | 中江隆一                             |
| 第26回 | 1990年5月09日 | フジノパツサー     | 牝3  | 大井 | 2:12.7 | 本間茂         | 三坂博       | （有）富勝                           |
| 第27回 | 1991年5月08日 | マウントグローリ   | 牝3  | 川崎 | 2:12.7 | 的場文男       | 飯島二郎     | 山本八郎                             |
| 第28回 | 1992年5月05日 | マテイス           | 牝3  | 川崎 | 2:09.6 | 佐々木竹見     | 伊藤利義     | 中村雅一                             |
| 第29回 | 1993年5月14日 | ホワイトアリーナ   | 牝3  | 浦和 | 2:10.7 | 桑島孝春       | 野口孝       | 小野田健治                           |
| 第30回 | 1994年5月11日 | ケーエフネプチユン | 牝3  | 船橋 | 2:11.8 | 矢内博         | 凾館政一     | 藤谷一雄                             |
| 第31回 | 1995年5月10日 | ヘイワンリーフ     | 牝3  | 川崎 | 2:13.1 | 桑島孝春       | 伊藤利義     | 遠藤喜松                             |
| 第32回 | 1996年5月06日 | タカミプリティ     | 牝3  | 川崎 | 2:13.5 | 石崎隆之       | 長谷川蓮太郎 | 岩田富貴                             |
| 第33回 | 1997年5月14日 | シルバーアクト     | 牝3  | 船橋 | 2:09.3 | 石崎隆之       | 北川亮       | 片田靜惠                             |
| 第34回 | 1998年5月11日 | シバノコトエ       | 牝3  | 浦和 | 2:19.0 | 秋田実         | 宇野木数徳   | 柴一男                               |
| 第35回 | 1999年5月19日 | ヤマノリアル       | 牝3  | 船橋 | 2:19.8 | 張田京         | 後藤稔       | 山泉恵宥                             |
| 第36回 | 2000年5月17日 | プリエミネンス     | 牝3  | JRA  | 2:17.3 | 柴田善臣       | 伊藤圭三     | （有）グランド牧場                   |
| 第37回 | 2001年5月16日 | マイニングレディ   | 牝3  | JRA  | 2:18.1 | 柴田善臣       | 目野哲也     | 津村圭一                             |
| 第38回 | 2002年5月22日 | サクラヴィクトリア | 牝3  | JRA  | 2:18.5 | 蛯名正義       | 伊藤圭三     | （株）さくらコマース                 |
| 第39回 | 2003年6月16日 | レマーズガール     | 牝3  | JRA  | 2:15.6 | 武豊           | 湯浅三郎     | 平井豊光                             |
| 第40回 | 2004年6月09日 | トーセンジョウオー | 牝3  | JRA  | 2:15.9 | 蛯名正義       | 国枝栄       | 島川隆哉                             |
| 第41回 | 2005年6月15日 | テンセイフジ       | 牝3  | 川崎 | 2:16:5 | 石崎駿         | 八木正雄     | 平野昭一                             |
| 第42回 | 2006年6月14日 | チャームアスリープ | 牝3  | 船橋 | 2:18:5 | 内田博幸       | 佐藤賢二     | 山口美樹                             |
| 第43回 | 2007年6月13日 | ホワイトメロディー | 牝3  | JRA  | 2:16.5 | 安藤勝己       | 加用正       | 大澤毅                               |
| 第44回 | 2008年6月18日 | ユキチャン         | 牝3  | JRA  | 2:14.7 | 武豊           | 後藤由之     | 金子真人ホールディングス（株）       |
| 第45回 | 2009年6月17日 | ラヴェリータ       | 牝3  | JRA  | 2:15.5 | 岩田康誠       | 松元茂樹     | 前田幸治                             |
| 第46回 | 2010年6月16日 | シンメイフジ       | 牝3  | JRA  | 2:13.1 | 内田博幸       | 安田隆行     | 織田芳一                             |
| 第47回 | 2011年6月15日 | カラフルデイズ     | 牝3  | JRA  | 2:15.9 | 岩田康誠       | 藤原英昭     | （有）サンデーレーシング             |
| 第48回 | 2012年6月13日 | アスカリーブル     | 牝3  | 船橋 | 2:14.1 | 今野忠成       | 川島正行     | 坂本敏浩                             |
| 第49回 | 2013年6月12日 | アムールポエジー   | 牝3  | JRA  | 2:15.7 | 岩田康誠       | 野中賢二     | 吉田照哉                             |
| 第50回 | 2014年6月11日 | エスメラルディーナ | 牝3  | JRA  | 2:16.6 | C.ウィリアムズ | 斎藤誠       | 吉田和美                             |
| 第51回 | 2015年6月10日 | ホワイトフーガ     | 牝3  | JRA  | 2:18.3 | 大野拓弥       | 高木登       | 西森鶴                               |
| 第52回 | 2016年6月15日 | タイニーダンサー   | 牝3  | JRA  | 2:19.1 | 戸崎圭太       | 伊藤圭三     | （有）グランド牧場                   |
| 第53回 | 2017年6月14日 | クイーンマンボ     | 牝3  | JRA  | 2:19.0 | C.ルメール     | 角居勝彦     | （株）ヒダカ・ブリーダーズ・ユニオン |
| 第54回 | 2018年6月13日 | ハービンマオ       | 牝3  | JRA  | 2:17.6 | 松岡正海       | 中舘英二     | 森口隆一郎                           |
| 第55回 | 2019年6月12日 | ラインカリーナ     | 牝3  | JRA  | 2:17.7 | 武藤雅         | 武藤善則     | 大澤繁昌                             |
| 第56回 | 2020年6月10日 | レーヌブランシュ   | 牝3  | JRA  | 2:16.3 | 松山弘平       | 橋口慎介     | 前田晋二                             |
| 第57回 | 2021年6月16日 | ウェルドーン       | 牝3  | JRA  | 2:18.3 | 武豊           | 角田晃一     | 安原浩司                             |
| 第58回 | 2022年6月15日 | グランブリッジ     | 牝3  | JRA  | 2:16.3 | 福永祐一       | 新谷功一     | サイプレスホールディングス（同）     |
| 第59回 | 2023年6月14日 | パライバトルマリン | 牝3  | JRA  | 2:20.4 | 戸崎圭太       | 林徹         | 吉田和美                             |
| 第60回 | 2024年6月12日 | アンデスビエント   | 牝3  | JRA  | 2:18.5 | 田口貫太       | 西園正都     | （株）グリーンファーム               |
| 第61回 | 2025年6月18日 | メモリアカフェ     | 牝3  | JRA  | 2:17.3 | C.ルメール     | 柄崎将寿     | 西川光一                             |

### 姉妹制覇
過去に1組の姉妹制覇の例がある。以下は母馬から見た姉妹に限る。
| 組  | 姉馬名     | 優勝回 | 妹馬名     | 優勝回 | 母馬名     |
| --- | ---------- | ------ | ---------- | ------ | ---------- |
| 1組 | ローレライ | 第3回  | フアエトン | 第4回  | コンリユウ |

### 各回結果の出典
- 南関東4競馬場公式「関東オークス競走優勝馬」